# 同志偶像

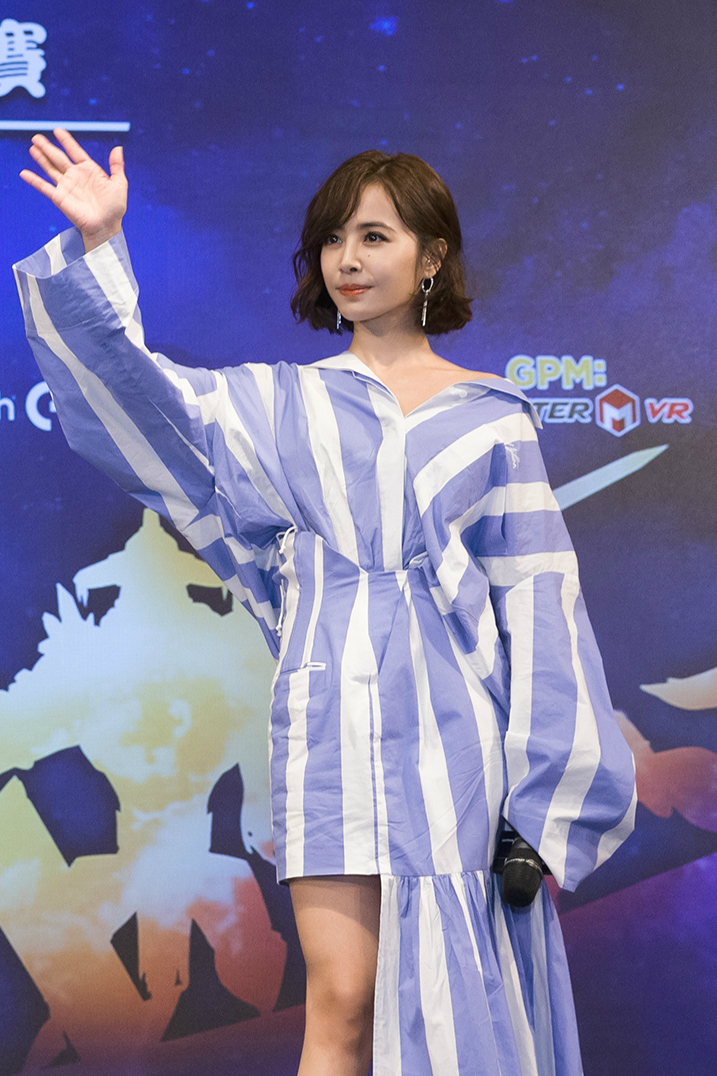
台灣女歌手蔡依林被視為華人社會典型的同志偶像之一

同志偶像（英語：LGBT icon）是指被很多女同性戀者、男同性戀者、雙性戀者、跨性別者（LGBT）群體支持的公眾人物。
一些主要的同志偶像的特質通常包括魅力、華麗、堅強面對逆境、以及雙性性格的呈現。同志偶像可以是任何性取向或性別的人；如果同志偶像是LGBT，他們可以是已經或是沒有出櫃的。雖然大多數同志偶像給予對LGBT權利運動的支持，但也有一些是表示反對的，並提倡反對所謂的「同性戀議程」。
歷史上，同志偶像因為他們的性取向是歷史學家一直討論的話題而被一貫地抬升到一定的地位。現代的同志偶像主要是演藝生涯中一般擁有大量LGBT群體支持者的女性藝人。大多數同志偶像被劃分成兩類：他們或是悲慘的，有時包括殉教人物，或是流行文化偶像。

## 歷史

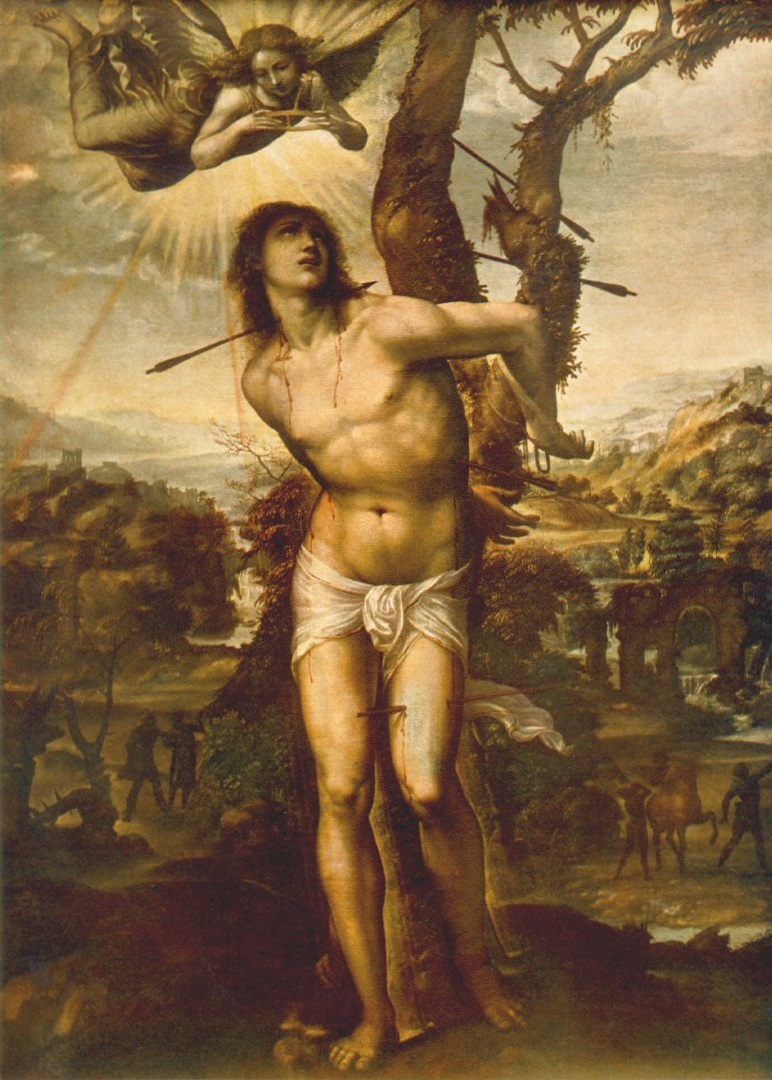
圣巴斯弟盎，歷史上第一個被記錄的同志偶像。

最早的同志偶像可能是圣巴斯弟盎，他是一位基督教聖人和殉教者，他是強壯和赤膊體格的結合，象徵性的箭射穿的肉體和享受痛疼的面容引起幾個世紀以來的同性戀和異性戀藝術家的好奇心，並在19世紀成為第一個明確的同性戀者信仰。記者Richard A. Kaye寫道，“當代男同性戀者看到聖巴斯弟盎可能會立刻認為是一個表達同性戀慾望的廣告，和一幅描繪正在受酷刑的沒有出櫃的同性戀者的肖像”。
因為聖巴斯弟盎作為一個同志偶像的地位，田纳西·威廉斯選擇Sebastian作為他的戲劇《忽爾昨夏》中殉教者人物的名字。這個名字也被奥斯卡·王尔德作為Sebastian Melmoth在他從監獄裡出來開始流亡的時候拿來用。奧斯卡·王爾德是一名愛爾蘭作家和詩人，在19世紀晚期幾乎要出櫃，並被視作為一名同志偶像。
玛丽·安托瓦内特是一名早期的女同志偶像。法国大革命之前她與女性有關係的謠言被反君主主義者用露骨色情的細節描述在小冊子上。在维多利亚时代，一些傳記作者將旧制度理想化並發表觀點否定這個謠言，同時在一本1858年的傳記裡浪漫地刻畫瑪麗·安東妮與德朗巴爾王妃「姊妹般的」友誼為「罕見又偉大的天意聯結死亡的愛」之一。直到19世紀結束，她還是「莎芙主義」的信仰偶像。她的處決，被視作悲慘的殉難，可能也增添了她的魅力。
她被一些20世紀早期女同性戀文學作品間接提及，最著名的是瑞克里芙·霍爾的《寂寞之井》，男同志劇作家Jonathan Brockett描述瑪麗·安東妮與德朗巴爾是「可憐的靈魂......對她們的詭計和虛假噁心到死」。她也擁有橫跨作為男同志偶像的魅力，至少法國小說家、劇作家、詩人、散文作家、政治激進份子让·热内也被她的故事迷住。他把她的處決在他的1947年戲劇《女僕》中重現。

## 現代

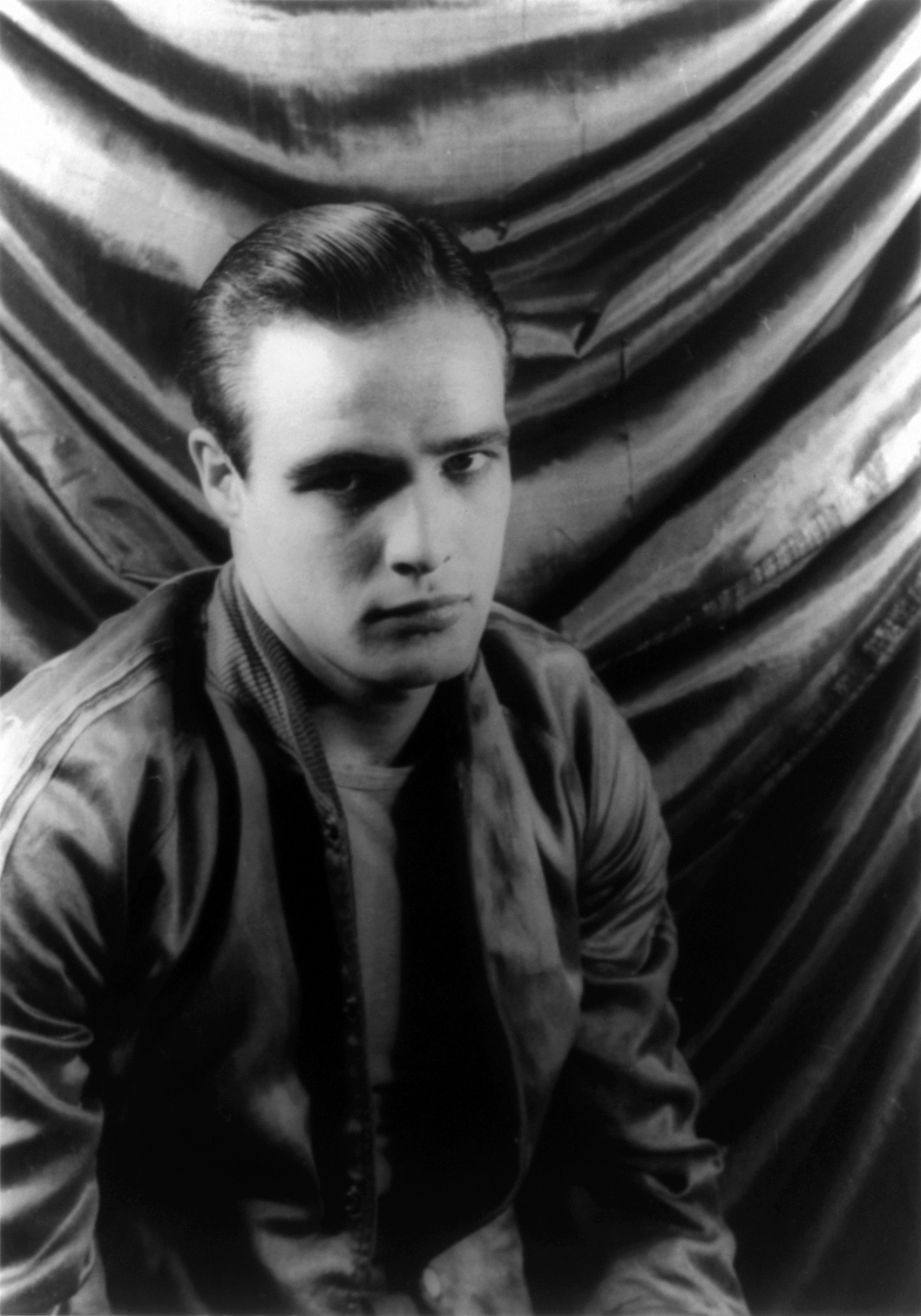
女同志偶像馬龍·白蘭度

現代在演藝圈的同志偶像同時包括一些電影明星和音樂家，他們大多數英年早逝或者遭遇悲慘情形。例如，希臘美籍歌劇演唱家瑪麗亞·卡拉絲在1950年代達到事業巔峰，她因為舞蹈表演的獨特吸睛的特質類似她跌宕起伏的私生活、連續不愉快的風流韻事、和她喪失聲音之後在巴黎的寂寥早逝，而成為一位同志偶像。
女同志偶像，有時被稱為「dykons」（「dyke」和「icon」的混成詞）大多數通常是證實是或謠言是同性戀或雙性戀的強大的女性。然而，一小部分男性藝人也在女同性戀者之中成為偶像的地位。詹姆斯·狄恩和馬龍·白蘭度是早期的女同志偶像，影響了1950年代和之後的陽剛女同志的樣貌和自我形象。一個評論家提出約翰尼·卡什是一個小眾的女同志偶像，他的魅力被歸因於「苦惱和難受的男子氣概的女同志身分認同」。科幻小說家佛瑞斯‧艾克曼因為他給予女同志權利組織Daughters of Bilitis早期的幫助而被稱作為一名「榮譽女同志」。他也用假名Laurajean Ermayne發表過女同志主題的小說。
同志偶像可以是同性戀或異性戀、出櫃或未出櫃、男性或女性。通常被異裝皇后扮演的女性一般都是同志偶像。「同志偶像」的定義因缺乏實質內容而在近年存在爭議。《衛報》的Paul Flynn曾寫道，“同志偶像的概念是一張廉價票......同志偶像的概念被人氣和強勁的、可辨識的、有特色的形象的概念所替代。”作家邁克爾·湯瑪斯·福特也表示了相似的態度在他的小說《Last Summer》裡。

### 書籍
- Frightening the Horses: Gay Icons of the Cinema, Eric Braun (2002). ISBN 1-903111-10-2
- 20th Century Icons-Gay, Graham Norton (2001). ISBN 1-899791-77-9
- Gay histories and cultures, George E. Haggerty (2000). ISBN 0-8153-1880-4
- The Culture of Queers, Richard Dyer (2002). ISBN 0-415-22376-8

## 外部連結
- GLBT Historical Society（页面存档备份，存于）
- Christina up close
- Sophie Morris. From the tragic to the bland // New Statesman, August 1, 2005（页面存档备份，存于）
- "Pink doesn't mean fluffy"（页面存档备份，存于） John Howard. The Independent, (UK), August 4, 2005
- French Gay Icons: Ysa Ferrer（页面存档备份，存于）